# Aonio Paleario
Aonio Paleario (także: Antonio Della Paglia, A. Degli Pagliaricciur, ur. około 1500 w Veroli, zm. 3 lipca 1570 w Rzymie) – włoski działacz reformacyjny, teolog luterański, pisarz, skazany na śmierć przez Inkwizycję.
W 1520 osiadł w Rzymie, gdzie działał w grupie wybitnych literatów, skupionych wokół papieża Leona X. Kiedy Karol III de Burbon-Montpensier zaatakował Rzym w 1527, Paleario wyjechał do Perugii, a potem do Sieny, gdzie został nauczycielem greckiego i hebrajskiego. Prawdopodobnie tam zapoznał się z pismami Lutra i pod ich wpływem zaczął popierać doktrynę protestancką.
W 1536 opublikował w Lyonie poemat dydaktyczny, pisany heksametrem po łacinie De immortalitate animarum. W 1542 opublikował traktat Della Pienezza, sufficienza, et satisfazione della passione di Christo lub Libellus de morte Christi (Korzyści, jakie przyniosła śmierć Chrystusa), który spowodował oskarżenie Palearia przez Inkwizycję o herezję. Proces zakończył się uniewinnieniem pisarza. 
W Sienie napisał Actio in pontifices romanos et eorum asseclas, traktat ostro atakujący „błędy i wypaczenia” katolicyzmu (m.in. dawanie prymatu tradycji przed Biblią, stworzenie pojęcia „czyściec”). To dzieło wydano w Lipsku dopiero po śmierci autora w 1606.
W 1546 mianowano go profesorem na uniwersytecie w Lukka, następnie w 1555 został wykładowcą greki i łaciny w Mediolanie. Tu w 1567 został oskarżony przez Fra Angelo – inkwizytora Mediolanu. Podczas procesu w Rzymie skazano Palearia na śmierć w październiku 1569 i wyrok wykonano w następnym roku.
Większość dzieł Palearia wydano w krajach protestanckich po jego śmierci (np. Ant. Palearii Verulani Opera (Amsterdam, 1696)). 